# Autopista Nacional de Cuba
La Autopista Nacional de Cuba constituye la mayor arteria vial del país. Son en realidad dos autopistas que parten de La Habana hacia el este (A-1) y hacia el oeste (A-4), respectivamente. La A-1 une La Habana con las ciudades de Santa Clara y Sancti Spiritus. la A-4 une la capital cubana con Pinar del Río. El sistema conecta 8 de las 15 provincias del país. En la parte oriental, un tramo construido de la A-1 une la ciudad de Santiago de Cuba con Palma Soriano y ofrece acceso a la ciudad de Guantánamo. Cuenta en total con cerca de 597 km de vía transitables. Su construcción se inició en los años 70 y debía abarcar todas las provincias del país y unir las capitales provinciales (con la excepción de Matanzas) mediante los ramales correspondientes. El proyecto fue interrumpido en 1990, producto del Período especial.

## Características técnicas
El proyecto contemplaba cruces con otras carreteras y vías férreas a dos niveles, acceso privado restringido y separador central en todo el trayecto. La velocidad máxima de diseño para la mayor parte de su recorrido es de 140 km/h. En la actualidad la velocidad límite es de 120 km en algunos tramos y de 100 km/h en otros. Ancho de carriles de 3.75 metros con 5 m de separador central y paseos a ambos lados de 3.50 metros, de los cuales 3 m son pavimentados.

## Tramos concluidos en explotación
El primer tramo que se ejecutó fue de La Habana a Santa Clara, donde llegó en 1979. Tiene una extensión de 267.7 km, y se construyó con 8 carriles de la salida de la capital hasta el km 32 (intercambio con la Carretera Central en San José de las Lajas); el resto con 6 hasta Santa Clara. Entre La Habana y Aguada de Pasajeros la autopista toma un rumbo marcado sureste, primero atraviesa la Provincia de Mayabeque, pasando por los municipios de San José de las Lajas, donde cruza la Carretera Central, Güines, San Nicolás de Bari y Nueva Paz. Sigue por el sur de la Provincia de Matanzas, apartándose del territorio central de la misma, atraviesa zonas escasamente pobladas, con la única excepción de la ciudad de Jagüey Grande. Cruza la Carretera Jagüey Grande-Ciénaga de Zapata y antes de abandonar Matanzas tiene una salida hacia el municipio sureño de Calimete. Entra en la  provincia de Cienfuegos por el municipio de Aguada de Pasajeros donde intercambia con el Circuito Sur, con destino a la ciudad de Cienfuegos y a Trinidad. Más adelante tiene enlaces al municipio cienfueguero de Santa Isabel de las Lajas y entra en la provincia de Villa Clara por Ranchuelo donde cruza la carretera Cienfuegos-Santa Clara. En las proximidades de esta ciudad, se bifurca y continúa su trazado central en dirección a Sancti Spiritus por un terreno con mayor relieve en las estribaciones del Escambray. Cruza las carretera Santa Clara-Manicaragua y Placetas-Fomento, y más adelante, la Carretera Central en las proximidades de Cabaiguán y continúa por el norte de ésta hasta Tres Palmas, donde cruza la carretera Sancti Spíritus-Yaguajay. Un ramal de 4 sendas de 12 km de extensión, concluido en 1988, da acceso a Sancti Spiritus. La vía continúa, pasa sobre el Río Zaza, y llega al poblado de Taguasco donde una carretera convencional la une con la Carretera Central. El tramo entre Santa Clara y Taguasco no ha sido completamente concluido y en su mayor parte funciona solamente una de las dos vías.

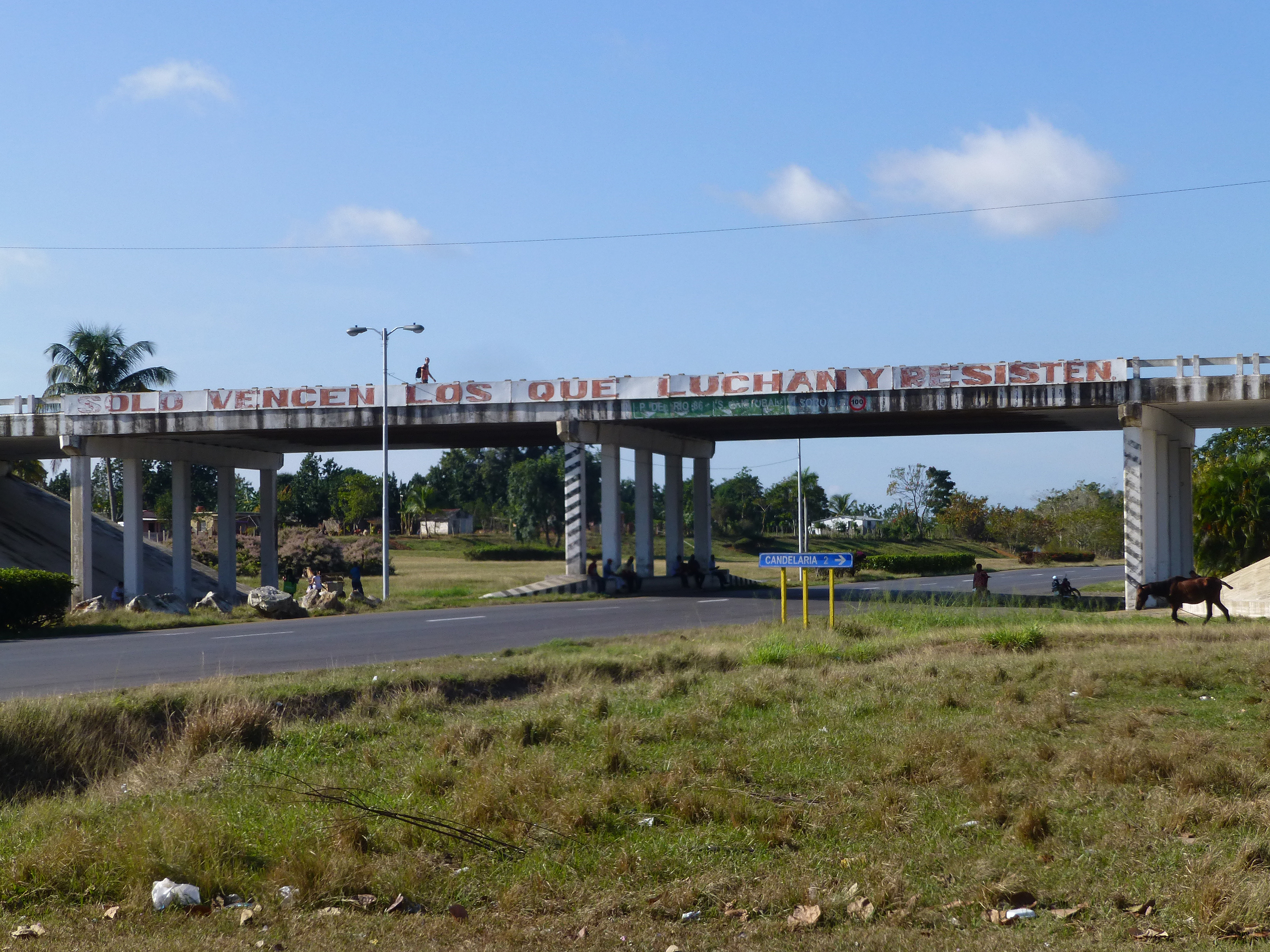
A-4 a su paso por Candelaria, provincia de Artemisa

En dirección a occidente, se completó la autopista entre La Habana y la ciudad de Pinar del Río el 19 de diciembre de 1989. La Autopista sale de La Habana con 6 carriles hasta las cercanías de Guanajay, a 32 km, y desde allí continúa con cuatro sendas hasta Pinar del Río. Entre el enlace a Guanajay y San Cristóbal el vial bordea el extremo sur de la Sierra del Rosario siguiendo un rumbo suroeste atravesando los poblados de Cayajabos (municipio Artemisa) y Candelaria y cruzándose con la Carretera Central en el poblado de Chirigota, en San Cristóbal, de ahí sigue un rumbo oeste-suroeste, penetrando en la provincia de Pinar del Río a través de los municipios de Los Palacios y Consolación del Sur y llegando a la cabecera provincial en el km 156. En los planes iniciales se planteó extender el vial hasta el municipio de Guane, pero debido a las condiciones económicas derivadas del Periodo Especial, los mismos fueron cancelados. Varios intercambios a dos niveles, todos en los municipios de San Cristóbal y Los Palacios, no llegaron a ser concluidos.

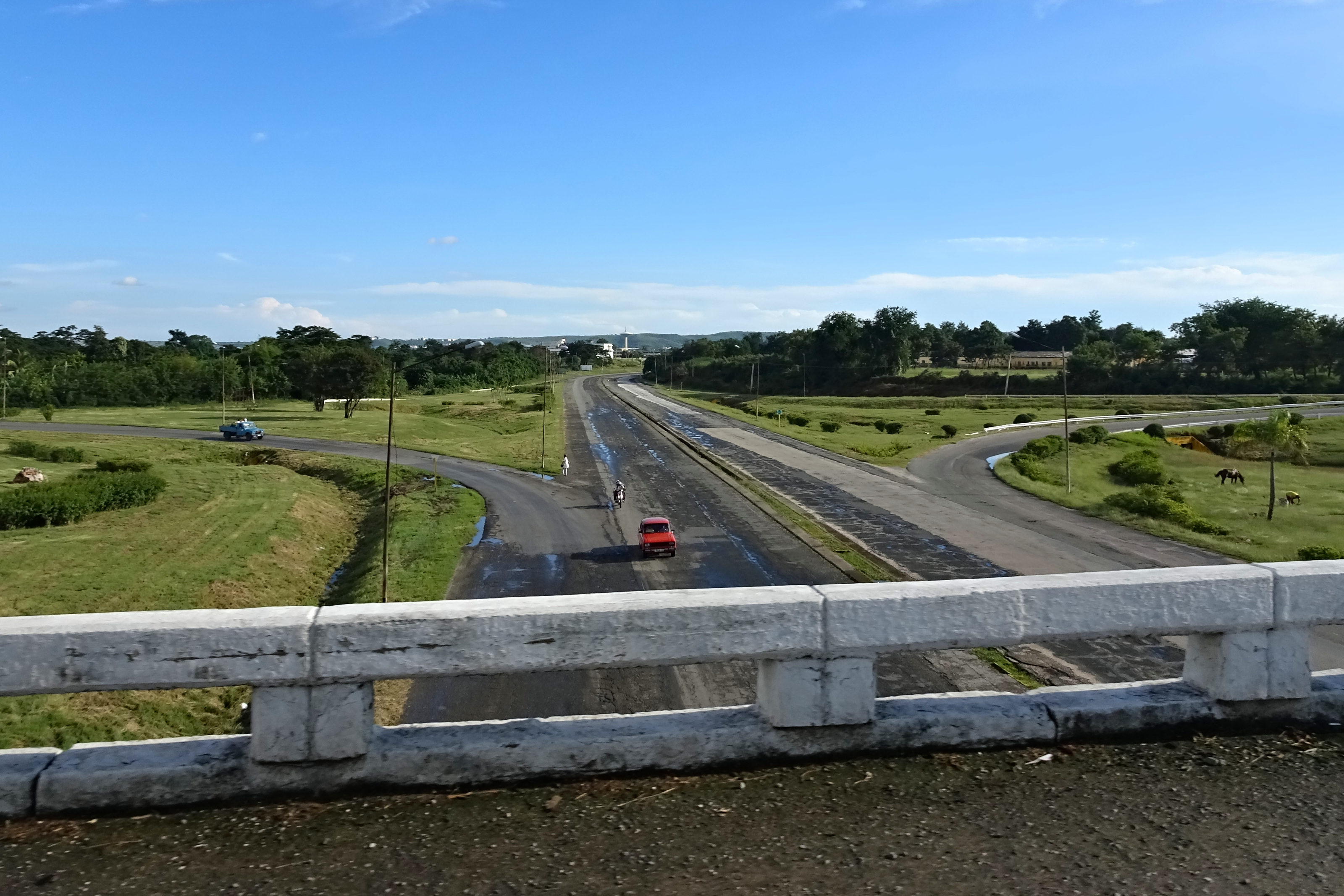
A-1 a Santiago de Cuba

En el extremo oriental del país se construyó el acceso a Santiago de Cuba con 6 carriles. La vía atraviesa la Sierra Maestra con un gran corte. El trayecto une a Santiago de Cuba con los poblados El Cristo y Dos Caminos, completado hasta la ciudad de San Luis el 4 de enero de 1989. Desde allí la autopista tuerce en dirección a occidente hasta Palma Soriano, aunque con solo una vía en explotación. 
Otro tramo en explotación, también con una sola vía, en su mayor parte, se encuentra en el acceso occidental a la ciudad de Guantánamo entre esta ciudad y La Maya.

## Obras inconclusas
A partir del año 1990 la obra fue prácticamente detenida. debido a la crisis económica llamada en Cuba Período especial.
Por ese motivo varios intercambios a dos niveles no fueron completamente concluidos:
Hacia Pinar del Río:
- Taco Taco - Santa Cruz de los Pinos
- Chirigota
- López Peña
- Bacunagua
- Carretera Los Palacios-Paso Quemado
- Paso Real de San Diego

Hacia Sancti Spiritus
- Jagüey Grande
- Cartagena
- Carretera Guaracabulla-Báez
- Carretera Placetas-Fomento
- Acceso a Guayos

En Santiago de Cuba
- El Cristo
- Dos Caminos
- San Luis
- Carretera Palma Soriano-Barajagua

El tramo Taguasco-Jatibonico tiene construido el terraplén. Asimismo se encuentra un tramo desde Palma Soriano hacia la zona norte del municipio Contramaestre.

## En construcción
A partir de 2011, se empezó a construir el tramo entre Santiago de Cuba y Guantánamo, a ser prolongado hasta las inmediaciones de La Maya y alcanzar Alto Songo uniéndose con la vía Dos Caminos-Alto Songo y, de esa forma, articularse con el tramo Santiago-Palma Soriano.
Se ha avanzado paulatinamente en la conclusión de algunos intercambios y la reconstrucción de puentes. Se construyó un nuevo intercambio con  la carretera San José de las Lajas-Zenea-Jaruco en la Provincia de Mayabeque. 
Se proyecta pavimentar la segunda vía entre Santa Clara y Sancti Spiritus, así como reiniciar la construcción del tramo Taguasco-Jatibonico hasta enlazar con la Carretera Central.
Otra tramo de autopista de 11 km de longitud une la vía Habana-Pinar del Río con el nuevo puerto de Mariel partiendo del intercambio Guanajay-Mariel.
En 2018 se construye un acceso de  doble vía de 7.5 km que unirá la autopista A-4 con la ciudad de Artemisa.
| AUTOPISTA A4 (Autopista Este-Oeste)                                                                                        |                |                 |                |
| Salida | ↓km↓           | Provincia       | Notas          |
| Habana Calle 100 | 0.0            | La Habana       |                |
| Habana CUJAE–Primer Anillo (enlace con Habana-Guantánamo y otras vías)                                                     | 1.7            | Habana          |                |
| Habana La Lisa | 4.9            | Havana          |                |
| Habana Avenida 23–Autopista del Mediodía (hacia San Antonio de los Baños)                                                  | 8.4            | Habana          |                |
| Bauta | 16.7           | Artemisa        |                |
| Caimito | 24.7           | Artemisa        |                |
| Guanajay-Mariel ( circunvalación de 10 km hacia Puerto del Mariel)                                                         | 37.0           | Artemisa        |                |
| Artemisa-Guanajay Sur | 41.0           | Artemisa        |                |
| Artemisa-Cayajabos | 54.3           | Artemisa        |                |
| Las Terrazas | 60.4           | Artemisa        |                |
| Candelaria-Soroa | 71.6           | Artemisa        |                |
| San Cristóbal (hacia Bahía Honda)                                                                                          | 82.4           | Artemisa        |                |
| Taco Taco-Los Pinos | 90.0           | Artemisa        |                |
| López Peña | 95.5           | Artemisa        |                |
| Los Palacios | 105.0          | Pinar del Río   |                |
| Paso Quemado-Paso Real | 112.0          | Pinar del Río   |                |
| Herradura | 125.0          | Pinar del Río   |                |
| Consolación del Sur | 134.0          | Pinar del Río   |                |
| Puerta de Golpe | 141.0          | Pinar del Río   |                |
| Las Ovas | 146.0          | Pinar del Río   |                |
| Pinar del Río-Viñales | 153.0          | Pinar del Río   |                |
| Pinar del Río | 156.0          | Pinar del Río   |                |
| A4 – Circunvalación del Puerto del Mariel (Autopista ZEDM)                                                                 |                |                 |                |
| Guanajay–A4 (ruta principal)                                                                                               | 0.0            | Artemisa        |                |
| Zayas-Cabañas | 1.5            | Artemisa        |                |
| Mariel-Nodarse | 4.1            | Artemisa        |                |
| Mariel Puerto | 10.0           | Artemisa        |                |
| AUTOPISTA A1 (Autopista Nacional)                                                                                          |                |                 |                |
| Salida | ↓km↓           | Provincia       | Notas          |
| Habana-Centro | 0.0            | La Habana       |                |
| Habana-San Miguel | 0.4            | La Habana       |                |
| Habana-Coyula | 2.1            | La Habana       |                |
| Habana-Carretera del Pitirre                                                                                               | 4.6            | La Habana       |                |
| Primer Anillo (Circunvalación de La Habana) (enlace con Habana-Pinar y otras vías)                                         | 6.1            | La Habana       |                |
| Habana Santa María del Rosario                                                                                             | 8.3            | La Habana       |                |
| Habana Cotorro | 12.2           | La Habana       |                |
| Tapaste-Pedro Pi | 18.5           | Mayabeque       |                |
| San José de las Lajas (Jamaica - Universidad Agraria)                                                                      | 22.6           | Mayabeque       |                |
| Jaruco-Zenea (hacia San José de las Lajas sur)                                                                             | 28.2           | Mayabeque       |                |
| Catalina de Güines (hacia Madruga y la Carretera Central)                                                                  | 31.2           | Mayabeque       |                |
| Güines | 42.8           | Mayabeque       |                |
| San Nicolás de Bari | 51.2           | Mayabeque       |                |
| Área de descanso "Paladar de Lisette" (hacia el este) Área de descanso "Paladar de Daisy" (hacia el oeste)                 | 54.1           | Mayabeque       |                |
| Área de descanso "La Cocina Criolla"                                                                                       | 59.8           | Mayabeque       |                |
| Vegas (hacia San Nicolás)                                                                                                  | 63.0           | Mayabeque       |                |
| Nueva Paz | 71.0           | Mayabeque       |                |
| Área de descanso "Kilómetro 79"                                                                                            | 79.0           | Mayabeque       |                |
| Unión de Reyes | 91.0           | Matanzas        |                |
| Bolondrón | 104.0          | Matanzas        |                |
| Torriente-Pedro Betancourt                                                                                                 | 127.0          | Matanzas        |                |
| Varadero-Crimea (hacia Varadero vía Jovellanos y Cárdenas)                                                                 | 135.0          | Matanzas        |                |
| Área de descanso "Kilómetro 141"                                                                                           | 141.2          | Matanzas        |                |
| Jagüey Grande (hacia la Ciénaga de Zapata)                                                                                 | 141.2          | Matanzas        |                |
| Calimete | 164.0          | Matanzas        |                |
| Área de descanso "Policentro"                                                                                              | 171.8          | Cienfuegos      |                |
| Aguada de Pasajeros (hacia Cienfuegos)                                                                                     | 172.0          | Cienfuegos      |                |
| Las Cajas | 183.0          | Cienfuegos      |                |
| Turquino | 206.0          | Cienfuegos      |                |
| Cartagena-Rodas | 213.0          | Cienfuegos      |                |
| Piragua | 213.0          | Cienfuegos      |                |
| Lajas | 232.0          | Cienfuegos      |                |
| Ranchuelo (hacia Cienfuegos)                                                                                               | 249.0          | Villa Clara     |                |
| Santa Clara ( circunvalación de 6 km hacia el centro de la ciudad de Santa Clara)                                          | 261.0          | Villa Clara     |                |
| Santa Clara-Manicaragua | 270.0          | Villa Clara     |                |
| Báez-Guaracabulla | 296.0          | Villa Clara     | un solo carril |
| Placetas-Fomento | 302.0          | Villa Clara     | un solo carril |
| Cabaiguán-Placetas (Carretera Central)                                                                                     | 323.0          | Sancti Spíritus | un solo carril |
| Cabaiguán | 329.0          | Sancti Spíritus | un solo carril |
| Guayos | 332.0          | Sancti Spíritus | un solo carril |
| Sancti Spíritus-Yaguajay ( circunvalación de 10 km hacia el centro de la ciudad de Sancti Spíritus)                        | 336.0          | Sancti Spíritus |                |
| Zaza del Medio | 343.0          | Sancti Spíritus | un solo carril |
| Siguaney | 349.0          | Sancti Spíritus | un solo carril |
| Taguasco | 354.0          | Sancti Spíritus | un solo carril |
| Jatibonico (en construcción)                                                                                               | 365.0          | Sancti Spíritus |                |
| Sección Jatibonico–Camagüey–Holguín–Contramaestre (planeada: lista de posibles futuras salidas)                            |                |                 |                |
| Majagua (planeada) |                | Ciego de Ávila  |                |
| Jicotea (planeada) |                | Ciego de Ávila  |                |
| Ciego de Ávila (planeada) (hacia Morón)                                                                                    | 407 (ca.)      | Ciego de Ávila  |                |
| Baraguá-Colorado (planeada)                                                                                                |                | Ciego de Ávila  |                |
| Gaspar (planeada) |                | Ciego de Ávila  |                |
| Céspedes (planeada) |                | Camagüey        |                |
| Florida (planeada) |                | Camagüey        |                |
| Camagüey Oeste (planeada)                                                                                                  |                | Camagüey        |                |
| Camagüey Este (planeada)                                                                                                   | 512 (ca.)      | Camagüey        |                |
| Jimaguayú (planeada) |                | Camagüey        |                |
| Siboney (planeada) |                | Camagüey        |                |
| Sibanicú (planeada) |                | Camagüey        |                |
| Cascorro (planeada) |                | Camagüey        |                |
| Guáimaro (planeada) |                | Camagüey        |                |
| Bartle-Jobabo (planeada)                                                                                                   |                | Las Tunas       |                |
| Las Tunas (planeada) | 620 (ca.)      | Las Tunas       |                |
| Calixto (planeada) |                | Las Tunas       |                |
| Majibacoa (planeada) |                | Las Tunas       |                |
| Buenaventura (planeada) |                | Holguín         |                |
| Holguín-Maceo (planeada, no finalizada) (posible circunvalación hacia el centro de la ciudad de Holguín)                   | 673 (ca.)      | Holguín         |                |
| Cacocum (planeada, no finalizada)                                                                                          |                | Holguín         |                |
| Cauto Cristo (planeada, no finalizada)                                                                                     |                | Granma          |                |
| Bayamo-Babiney (planeada, no finalizada) (hacia Manzanillo, posible circunvalación hacia el centro de la ciudad de Bayamo) | 713 (ca.)      | Granma          |                |
| Jiguaní (planeada, no finalizada)                                                                                          |                | Granma          |                |
| Sección Contramaestre–Palma–San Luis–Santiago                                                                              |                |                 |                |
| Contramaestre (en construcción)                                                                                            | 0.0 (738 ca.)  | Santiago        |                |
| Laguna Blanca (en construcción)                                                                                            | 5.9            | Santiago        |                |
| Candonga (en construcción)                                                                                                 | 22.9           | Santiago        |                |
| Palma Soriano-Dos Ríos | 29.2           | Santiago        | un solo carril |
| Palma Soriano | 32.2 (770 ca.) | Santiago        | un solo carril |
| Área de descanso | 39.1           | Santiago        | un solo carril |
| San Luis | 44.6 (782 ca.) | Santiago        |                |
| Dos Caminos (Carretera Central)                                                                                            | 52.7           | Santiago        |                |
| hacia Guantánamo (planeada)                                                                                                | 54.0 (792 ca.) | Santiago        |                |
| El Cristo (hacia Guantánamo y Alto Songo)                                                                                  | 59.6           | Santiago        |                |
| Poblado Boniato, Santiago de Cuba, Cuba (Santiago de Cuba)                                                                 | 66.3           | Santiago        |                |
| Santiago Cubitas | 68.2           | Santiago        |                |
| Santiago Centro ( Circunvalación de 2 km hacia el centro de la ciudad de Santiago)                                         | 70.3 (808 ca.) | Santiago        |                |
| Santiago-Universidad de Oriente                                                                                            | 71.5           | Santiago        |                |
| Santiago-El Caney | 72.7           | Santiago        |                |
| Santiago-Siboney | 75.0           | Santiago        |                |
| Santiago-30 de Noviembre                                                                                                   | 76.7           | Santiago        |                |
| Santiago-Chicharrones | 78.4           | Santiago        |                |
| Santiago Aeropuerto | 82.3 (820 ca.) | Santiago        |                |
| Sección San Luis–La Maya–Guantánamo                                                                                        |                |                 |                |
| hacia Santiago / San Luis (planeda)                                                                                        | 0.0 (792 ca.)  | Santiago        |                |
| Santa Cruz (planeada) | 4.9            | Santiago        |                |
| Alto Songo (en construcción)                                                                                               | 8.4            | Santiago        |                |
| La Maya (nueva) (en construcción)                                                                                          | 14.4           | Santiago        |                |
| La Maya | 20.7 (813 ca.) | Santiago        | un solo carril |
| La Sabana | 25.0           | Santiago        | un solo carril |
| Los Reynaldos | 28.6           | Santiago        | un solo carril |
| La Perla | 34.8           | Santiago        | un solo carril |
| Yerba de Guinea | 38.5           | Santiago        | Ruta de la CC  |
| Costa Rica | 42.8           | Guantánamo      | Ruta de la CC  |
| Niceto Pérez | 47.7           | Guantánamo      | Ruta de la CC  |
| Guantánamo Oeste | 59.2           | Guantánamo      |                |
| Guantánamo | 61.5 (853 ca.) | Guantánamo      |                |